# محرشفة العرف النوراتافية
محرشفة العرف النوراتافية (الاسم العلمي:Lepidolopha nuratavica) هي نوع من النباتات تتبع جنس محرشفة العرف من الفصيلة النجمية.